# Göksenin Köksal
Hüseyin Göksenin Köksal (Trebisonda, 8 de enero de 1991) es un baloncestista turco que pertenece a la plantilla del Galatasaray de la Türkiye Basketbol Süper Ligi, la primera categoría del baloncesto turco. Con 1,97 metros  de estatura, juega en la posición de escolta.

## Trayectoria deportiva

### Profesional
Comenzó su carrera profesional en enero de 2010 en el Galatasaray, aunque esa temporada apenas tendría minutos en un par de partidos. Juega allí desde entonces, a excepción de la temporada 2014-2015, en la que fue cedido al Darüşşafaka S.K., equipo en el que completó su mejor temporada como profesional hasta el momento, promediando 7,0 puntos y 2,5 rebotes por encuentro.

### Selección nacional
Forma parte de la selección de Turquía desde la categoría sub-20, con la que disputó el Campeonato de Europa en 2010 y 2011, con especial protagonismo ese último año, en el que jugando de titular promedió 12,0 puntos, 7,0 rebotes y 3,2 asistencias por partido, para acabar en la sexta posición.
Con la selección absoluta disputó el Eurobasket 2015, en el que fueron eliminados en octavos de final por la selección francesa. Jugó seis partidos, en los que promedió 2,0 puntos y 2,2 rebotes.